# Luis de Llauder y Dalmases
Luis Gonzaga María Antonio Carlos Ramón Miguel de Llauder y de Dalmases, de Freixas, de Bufalá y de Camín, Valldeix 1. márkija (1837–1902) spanyol karlista politikus. A 19. század végi katalán karlizmus vezetőjeként ismert.

## Család és ifjúság
A Llauder családot először a 15. század végén említik, mint kovácsokat a katalán Argentona városában.  A következő két évszázad során a család meggazdagodott és előkelő státuszra tett szert, Mataróban és Barcelonában számos birtokuk lett. A 18. század végén a család egy ikonikus Mataró-kúriát épített, amely Torre Llauder néven vált ismertté. Ezt követően ott éltek, felváltva a barcelonai Hèrcules és Arlet utcák kereszteződésében található rezidenciával.
Luis dédapja, José Antonio Llauder y Duran vállalkozásba kezdett, miután engedélyt kapott a vízforrások kiaknázására. A háború során elszenvedett károk ellenére az üzletet fia, José Francisco Llauder y Camín továbbvitte, aki már mint Mataró első adófizetőjeként halt meg 1824-ben.
José Francisco fia és Luis apja, Ramón de Llauder y Freixes (1807–1870) örökölte a családi vagyont. Beleszeretett a szintén katalán María Mercedes de Dalmases y de Bufalàba (meghalt 1885-ben),  aki vagyonos polgárcsaládból származott.  A pár 1837-ben összeházasodott és eredetileg Madridban telepedett le, de hamarosan átköltöztek a barcelonai Llauder-rezidenciára. Ramonnak és Maríának 6 gyermeke született, Luis kivételével mindegyik lány. Buzgó katolikus légkörben nevelkedtek, az egyik lányból például apáca lett. 
Luis soha nem házasodott meg, és nem is született gyermeke. Unokaöccse, Manuel de Llauder y Camín volt, de Llauder és Marqués del Valle de Ribas első vikomtja.

## Közéleti tevékenység
Kevés információ áll rendelkezésre Llauder 1860-as évekbeli nyilvános tevékenységéről. Minden bizonnyal különböző katolikus csoportosulásokban tevékenykedett, mivel apjától örökölte a társadalmi kérdések iránti élénk érdeklődést. 1864-ben Caridad Cristiana pénztárosának helyettesévé nevezték ki, és 1865-ben a Matarón mezőgazdasági kiállítást előkészítő szervezőbizottság titkára volt. Bizonyos források szerint fiatalkorában ügyvédként működött, bár ezt az információt máshol nem erősítik meg. Valószínűleg a családi vállalkozással is foglalkozott. Irányításával a család által működtetett vízimalmok száma 2-ről 5-re emelkedett, néhányukat kiegészítő gőzgépek felszerelésével is korszerűsítette.  
Nem világos, mikor kezdte egész életen át tartó kiadói és újságírói pályafutását. Véleménye a korszak politikájáról – különösen II. Izabella királynőről – nem ismert. Csak az 1868-as dicsőséges forradalom és az Első Spanyol Köztársaság nyilatkozata indította el Llauder politikai karrierjét. Llauder családjában nem voltak ismertek karlista előzmények. Apja politikai nézetei nem világosak, míg apai nagybátyja, Carlos de Llauder y Freixes Partido Moderado politikusként ismert volt Izabella királynő uralkodása alatt. Apai nagyapja, Manuel de Llauder y Camín testvére volt az, aki országos elismerést szerzett a karlisták ellenségeként. Ennélfogva nem világos, hogy Llauder hogyan kereste meg a karlistákat az 1860-as évek végén. 